# Volkswagen Iltis
Volkswagen Iltis (z niem. "tchórz", Typ 183) – niemiecki wojskowy samochód terenowy produkowany w latach 1978–1988 w zakładach Volkswagena dla Bundeswehry. Auto produkowane było także na licencji przez przedsiębiorstwo Bombardier dla kanadyjskich i belgijskich sił zbrojnych.

## Historia powstania

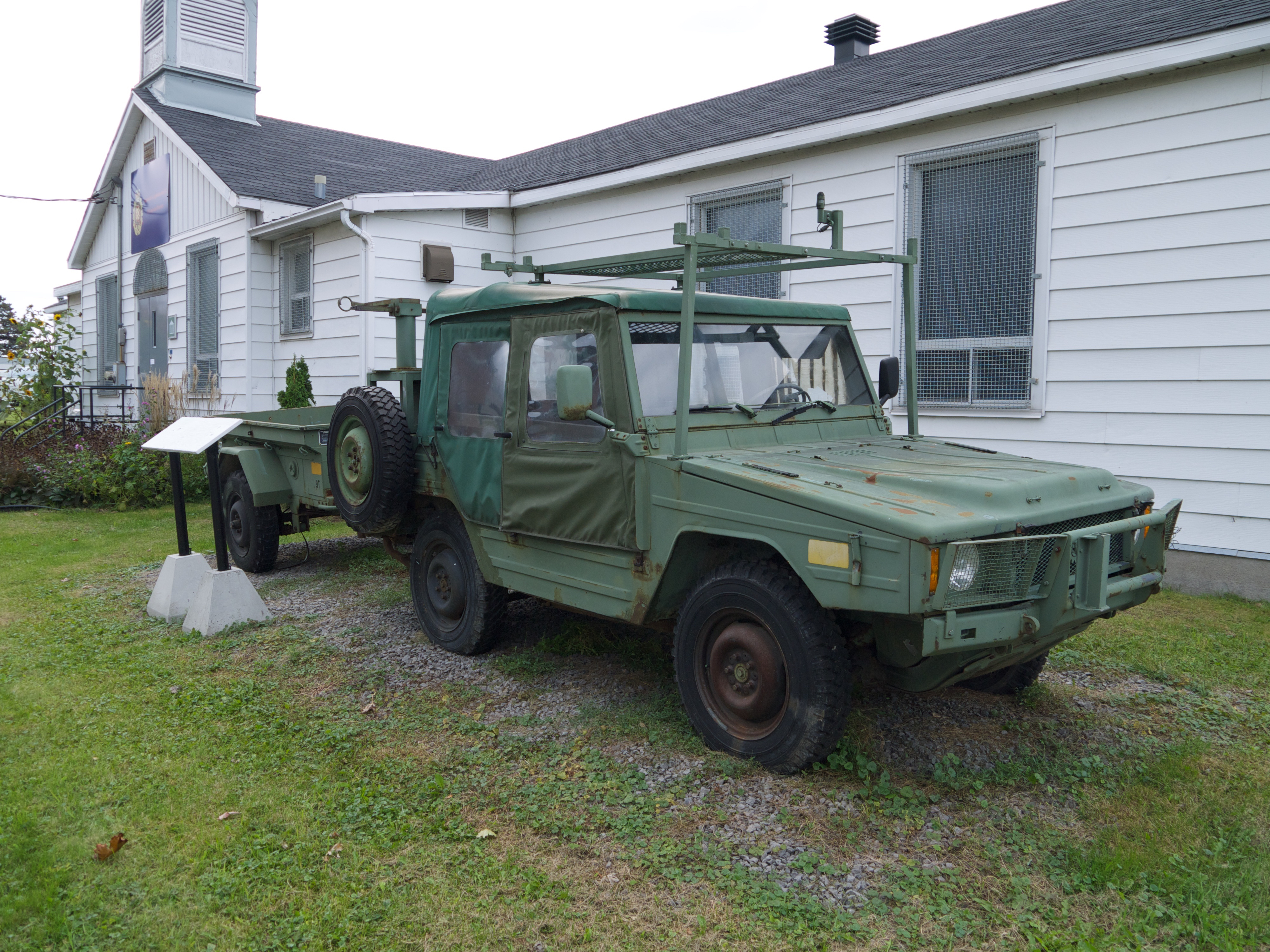
Bombardier Iltis

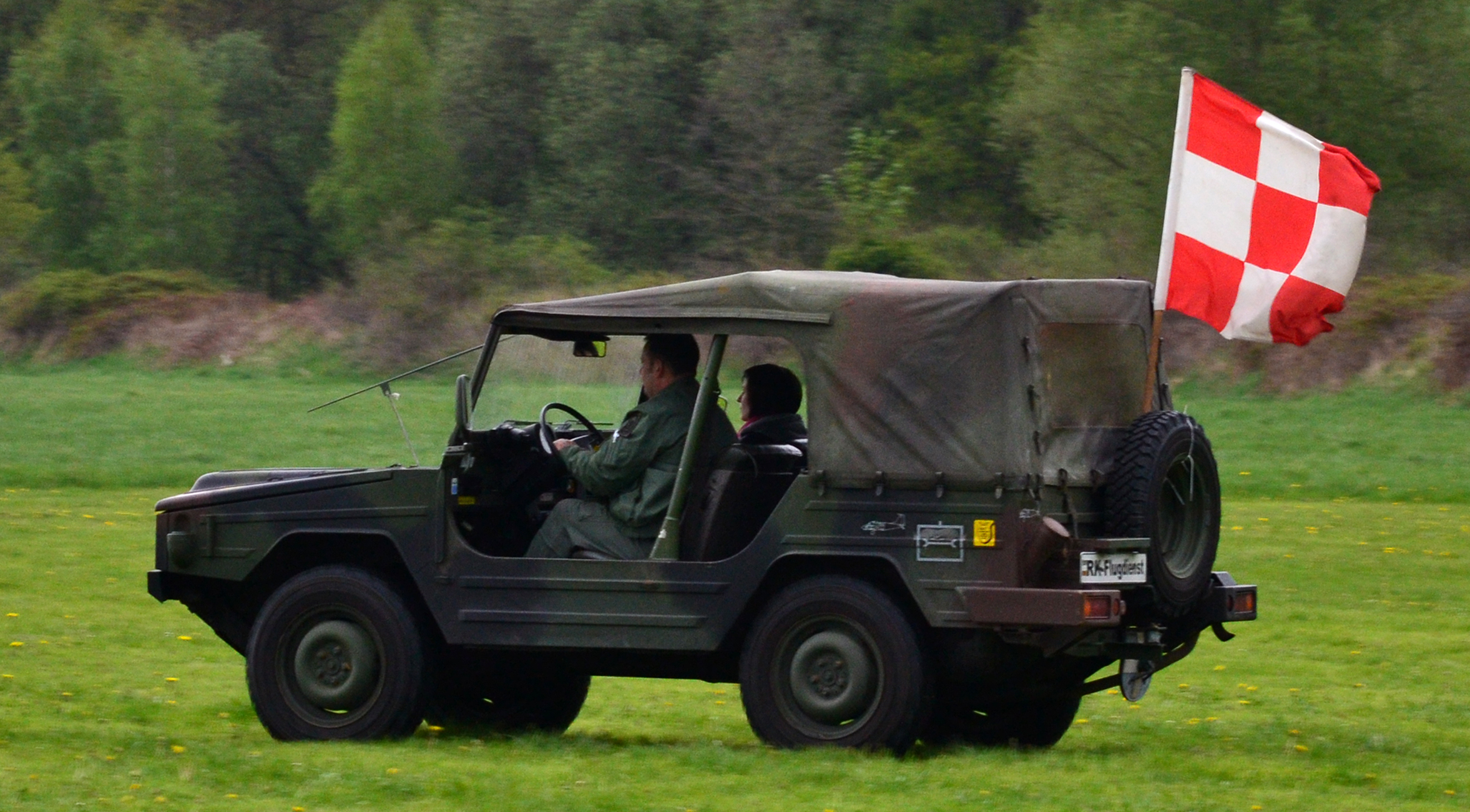
Volkswagen Iltis

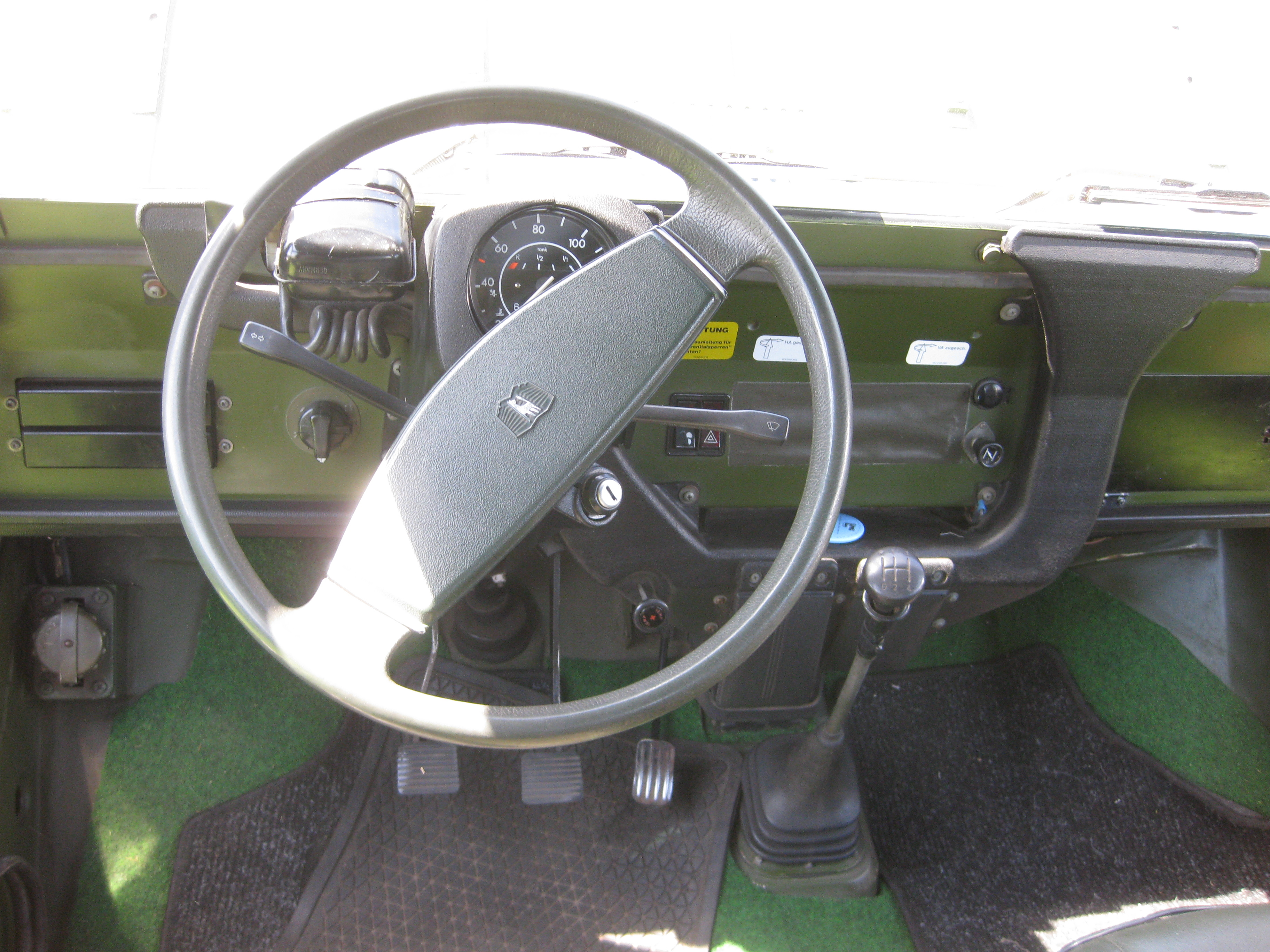
Volkswagen Iltis - kokpit

Geneza pojazdu rozpoczyna się od zapotrzebowania niemieckiej armii na lekki samochód terenowy z napędem na obie osie. Auto zastąpić miało wysłużony model DKW Munga używany przez Bundeswehre od 1956 roku. W 1962 roku rozpoczęto wraz z Francją i Włochami pierwsze prace projektowe nad następcą pojazdu, który oznaczono symbolem Europa-Jeep. Dziesięć lat później strona francuska wycofała się z projektu, który w całości upadł w latach 1975–1976. Z uwagi na coraz silniejszą potrzebę nowych pojazdów, dwa niemieckie koncerny motoryzacyjne Volkswagen oraz Daimler-Benz otrzymały zlecenie zaprojektowania prototypów nowego samochodu terenowego z napędem na cztery koła, o ładowności 500 kg. Rok później rozstrzygnięty został przetarg na korzyść marki Volkswagen, który w celu zmniejszenia kosztów produkcji, zastosował w pojeździe masowo produkowany silnik.
Produkcją pojazdu zajęło się należące do Volkswagena Audi. W niemieckiej armii samochód pełnił rolę auta dowodzenia, łączności oraz ambulansu. W 1983 roku licencję na produkcję pojazdu kupił kanadyjski Bombardier, który sporą część pojazdów sprzedał do Belgii, Omanu i Kamerunu.

### Konstrukcja
Pojazd standardowo wyposażony został w benzynową jednostkę napędową o pojemności 1.7 l i mocy 75 KM pochodzącą z Passata. Cechą charakterystyczną pojazdu jest długa, pochyła pokrywa komory silnika. Od góry, pojazd osłonięty jest brezentową opończą, którą można zdjąć np. w celu przewiezienia większego ładunku. Do jazdy po drogach pojazd wykorzystuje 4 biegi do przodu oraz napęd jedynie na tylne koła. W terenie korzystać może również z napędu na przednią oś oraz piątego biegu terenowego. Takie rozwiązanie pozwala uzyskać w pierwszym przypadku prędkość maksymalną do 130 km/h, a w drugim maksymalną moc. Stalowa karoseria połączona jest śrubami z ramą podwozia, i jest na tyle obszerna, że zapewnia wygodne siedzenia dla kierowcy oraz trzech pasażerów. Pojazd wyposażony jest w pałąki ochronne, mające zwiększyć bezpieczeństwo pasażerów w przypadku wywrócenia pojazdu. Za pomocą dodatkowego zestawu montażowego na pojeździe po zdjęciu brezentowego dachu można zainstalować różnorodne uzbrojenie, m.in. wyrzutnię przeciwpancernych pocisków kierowanych MILAN. Iltis może być przenoszony przez śmigłowiec Sikorsky UH-60 Black Hawk. Przeprowadzono również próby desantowania pojazdu na spadochronie.

### Produkcja oraz użycie
Pomiędzy 1978 a 1981 roku hale produkcyjne zakładów Audi w Ingolstadt opuściło około 8800 pojazdów; z tego 8470 sztuk trafiło do sił lądowych, dalszych 310 egzemplarzy do lotnictwa, a pozostałe 20 do marynarki wojennej. Oprócz wykonywania typowej roli pojazdu transportowego, Bundeswehra wykorzystywała niektóre z posiadanych samochodów Iltis w kilku wersjach specjalistycznych – jako ambulans, pojazd do układania linii telefonicznych, wóz dowodzenia i łączności oraz stacja rozpoznania dźwiękowego. Poza wersją kabriolet produkowano również pojazdy ze sztywną górną część nadwozia, wyposażone w wyciągarkę oraz hak do holowania przyczepy o masie do 750 kg. W 1983 roku licencję na produkcję samochodu (w tym także na rynek cywilny) nabyło kanadyjskie przedsiębiorstwo Bombardier, które do 1988 roku wyprodukowało dalszych 2500 pojazdów (oznaczonych jako Model 183YX) dla armii kanadyjskiej. Kolejne zamówienia otrzymano z Belgii (2637 sztuk), Omanu i Kamerunu.

#### Różnice pomiędzy egzemplarzami produkowanymi przez przedsiębiorstwa Bombardier i Volkswagen
- instrumenty pomiarowe elektryki (napięcie akumulatora) oraz temperatury wody w chłodnicy; radio
- kierunkowskazy
- zmodyfikowane okablowanie
- z tyłu pojazdu, po prawej stronie dodane mocowania dla anteny
- opony Uniroyal T9 lub Michelin X
- prostokątne okna w tylnych drzwiach
- szersza chłodnica

#### Udział w sportach motorowych

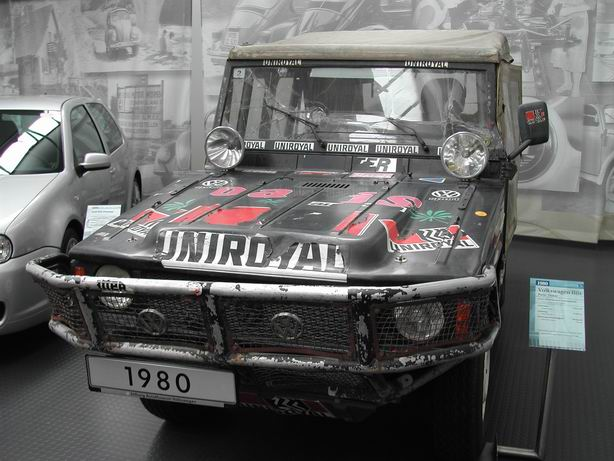
Volkswagen Iltis biorący udział w rajdzie Paryż-Dakar w 1980 roku

W roku 1980 cztery ekipy jeżdżące Volkswagenem Iltisem zajęły miejsca w czołówce podczas rajdu Paryż-Dakar. Pierwsze miejsce zajął zespół Kottulinsky/Löffelmann, z numerem startowym 137 (samochód tego teamu jest wystawiony w oryginalnym stanie w muzeum motoryzacji Autostadt w Wolfsburgu). Kolejne miejsca zajęte przez zespoły z Iltisami to: 2., 4. i 9.